# Hypoparathyroïdie
 Mise en garde médicale

Emplacement des glandes parathyroïdes.

Une hypoparathyroïdie est un état pathologique dû à l'insuffisance de parathormone (PTH). Cette hormone est produite par les quatre glandes parathyroïdes (pouvant être jusqu'au nombre de huit) situées généralement derrière la glande thyroïde au niveau du cou. Cette hormone contrôle le métabolisme phospho-calcique. La carence primitive (rarement) ou secondaire en parathormone conduit à une hypocalcémie (baisse du taux sanguin du calcium) pouvant aller de paresthésies à la tétanie. 

## Causes
Il existe diverses formes d'hypoparathyroïdie qui sont dues à des causes différentes comme :
- Origine iatrogène pour 75% des cas, par exemple des suites d'une chirurgie de la thyroïde, du cou ou de la gorge ou d'une radiothérapie
- Une maladie génétique, par exemple syndrome de DiGeorge[2] , syndrome de Barakat[3] etc.
- Une maladie auto-immune. Elle peut se voir dans près de 80% des polyendocrinopathies auto-immunes de type 1[4]

## Diagnostic différentiel
Une pseudohypoparathyroïdie donne un tableau identique à celui d'une hypocalcémie mais le taux sanguin de parathormone est élevé. Elle est due à une résistance à la parathormone, le plus souvent congénitale, d'origine génétique. Elle peut être aussi acquise, par auto-anticorps contre le récepteur à la parathormone.

## Symptômes
Les symptômes de l'hypoparathyroïdie sont ceux de l'hypocalcémie :
- Fatigue
- Paresthésie, engourdissements
- Tétanie
- Douleurs aux os, aux articulations, aux muscles
- Brouillard cérébral

Ces symptômes constituent un handicap invisible et le diagnostic de l'hypoparathyroïdie est parfois retardé car les troubles peuvent être qualifiés de psychosomatiques et les patients traités pour dépression.
À plus long terme, les patients exposés à la maladie peuvent souffrir de :
- Dépression
- Perte de mémoire
- Troubles psychiques[6]

## Traitement et prise en charge
La prise en charge en France est assurée par la filière santé OSCAR (maladies rares de l'os, du calcium et du cartilage) qui a émis un PNDS.
Le traitement, qui doit être pris à vie, est basé sur une supplémentation en calcium et vitamine D. Un traitement à base de PTH de synthèse a été autorisé par les autorités de santé en 2018. 
La balance entre hypocalcémie et hypercalcémie doit être suivie de près par un médecin spécialiste (par exemple un endocrinologue).
Il existe un programme d'Education Thérapeutique du Patient (ou ETP) au CHU de Nantes.